# Ибрахим-паша Садиков
Ибрахим-паша Султанович Садиков (роден на 12 януари 1924 г. в село Рутул, Рутулски район, Дагестанска АССР, РСФСР, СССР) е участник във Великата отечествена война. Герой на Руската федерация (2024).